# Gua (langue)
Le gua est une langues kwa du groupe de langues gouang parlée dans la région Orientale au Ghana. Ces principaux dialectes sont l’anum et le boso.